# Xkolni (Alekséievskaia)
|  | Per a altres significats, vegeu «Xkolni». |

Xkolni - Школьный (rus) - és un khútor del krai de Krasnodar, a Rússia. Es troba a les terres baixes de Kuban-Azov, a la vora esquerra del riu Txelbas, davant de Krasnoktiàbrskaia, a 7 km al sud-est de Tikhoretsk i a 120 km al nord-est de Krasnodar.
Pertany al municipi d'Alekséievskaia.